# David Shankle Group
The David Shankle Group är ett heavy metal-band grundat av David Shankle, tidigare gitarrist i Manowar. Deras debutalbum, "Ashes to Ashes" släpptes i juni 2003. Det andra albumet, "Hellborn" släpptes i juli 2007 på skivbolaget Magic Circle Music.

## Medlemmar
Nuvarande medlemmar
- David Lee Shankle – gitarr (2002-– )
- Gabriel Anthony – trummor (2008– )
- Warren Halvarson – sång (2009– )
- Mike Streicher – basgitarr (?– )

Tidigare medlemmar
- Brian Gordon – basgitarr (2003)
- Jeff Kylloe – basgitarr
- Eddie Foltz – trummor (2003)
- Brad Sabathne – trummor (2006–2008)
- Eddy Bethishou – keyboard (2003)
- Dennis Hirschauer – sång (2006–2008)
- Trace Edward Zaber – sång (2008)
- Michael McCarron – trummor (2008)
- Steve Williams – keyboard (2008–2009)
- Drake Mefestta – keyboard (2008–?)
- Chity Somapala – sång (2008)
- Carlos Zema – sång (2008)
- Kyle Michaels – sång (2008–2009)
- Brent Sullivan – basgitarr (2009–?)

Bidragande musiker (studo)
- TD Clark – gitarr
- Joe Stump – gitarr
- Michael Angelo Batio – gitarr

## Diskografi
Studioalbum
- Ashes to Ashes (2003)
- Hellborn (2007)
- Still a Warrior (2015)

Demo
- 10-Song Demo (2006)